# Eleusa Sebaste
Eleusa Sebaste (griego: Ελαίουσα Σεβαστι) fue una antigua ciudad romana ubicada a 55 km de Mersin en dirección a Silifke en Cilicia, en la costa sur de Anatolia (en la actual ciudad de Ayaş (hay una ciudad del mismo nombre en la provincia de Ankara), Turquía).
Eleusa, deriva de la palabra elaion (ἔλαιον), que significa aceite en griego (Eleusa tenía muchos olivos). Fue fundada en el siglo II a. C. en una pequeña isla unida al continente por un estrecho istmo en el mar Mediterráneo.

## Historia
Además del cultivo del olivo, el asentamiento del rey de Capadocia, Arquelao durante el reinado del emperador romano Augusto desempeñó un importante papel en el desarrollo de la ciudad. Al fundar una nueva ciudad en el istmo, Arquelao la llamó Sebaste, que es la palabra griega equivalente al latín 'Augusta'. La ciudad entró en una edad de oro cuando el emperador romano Vespasiano expulsó de Cilicia a los piratas en el año 74. Sin embargo, hacia finales del siglo III, su importancia comenzó a decaer, debido en gran parte a las incursiones del rey sasánida Sapor I en el 260 y más tarde de los isaurios. Las fuentes antiguas cuentan la historia de la existencia de la ciudad y cómo las iglesias y basílicas sobrevivieron hasta los períodos romano tardío y bizantino temprano. Cuando la vecina ciudad de Córico comenzó a florecer en el siglo VI, Eleusa Sebaste se fue borrando lentamente del escenario de la historia.

## Yacimiento
En la isla, que fue el sitio del primer asentamiento, donde se están realizando excavaciones desde 1995 dirigidas por la arqueóloga italiana Eugenia Equini Schneider, está casi completamente enterrado bajo la arena. El asentamiento original, en un lugar que brindaba seguridad a los puertos a ambos lados, es hoy una península. En el lado que da a la bahía occidental de la península se pueden ver las ruinas de una terma, una cisterna, un muro defensivo y un espigón. Los restos más importantes desenterrados en la ciudad son una terma cuyo suelo está pavimentado con mosaicos y una pequeña basílica sobre una base circular.
Al lado opuesto de la carretera D.400 que divide Eleusa y Sebaste se levanta hoy un teatro que data del siglo II, una estructura diminuta de tan solo 23 filas de asientos, cuyas gradas y decorados sucumbieron a siglos de saqueo. Junto al teatro se encuentra un ágora, construido con toda probabilidad durante la época imperial. A la entrada del ágora, que está rodeada por un muro defensivo semidestruido, se levantaron en su momento, dos fuentes monumentales en forma de leones. Dentro del ágora se encuentra una gran iglesia cuyo suelo está cubierto de arena para proteger el pavimento de mosaico. El único templo de Eleusa se encuentra fuera de la ciudad en una colina que domina el mar. Solo dos de las columnas corintias de este templo, que originalmente tenía doce en el lado largo y seis en el lado corto, están en pie hoy. Un gran complejo de termas entre los limoneros entre el templo y el ágora fue construido con una técnica característica del período romano antiguo y poco utilizada en Anatolia.
Las ruinas de Eleusa Sebaste también albergan la necrópolis más rica e impresionante entre las ciudades de la antigua Cilicia. La “Avenida de las Tumbas”, ubicada en un cerro al norte de la ciudad, conserva cerca de un centenar de sepulturas de diversas formas y tamaños esparcidas entre los limoneros. Las formas estéticas de estas tumbas monumentales de Cilicia Tracheia son notables.
Los antiguos acueductos que llevaban agua a las ruinas desde el río Lamos ('Limón') también adornan las dos entradas a la ciudad. El acueducto al oeste de la ciudad, en particular, se encuentra en relativamente buenas condiciones. Hace siglos, estos acueductos formaban un sistema de canales que llegaba hasta Córico.
Un sarcófago con tapa se encuentra en una pequeña elevación, frente al acueducto. Conocido como 'la Tumba de la Princesa', este sarcófago es un excelente ejemplo de la tradición de las tumbas de Anatolia.

## Galería

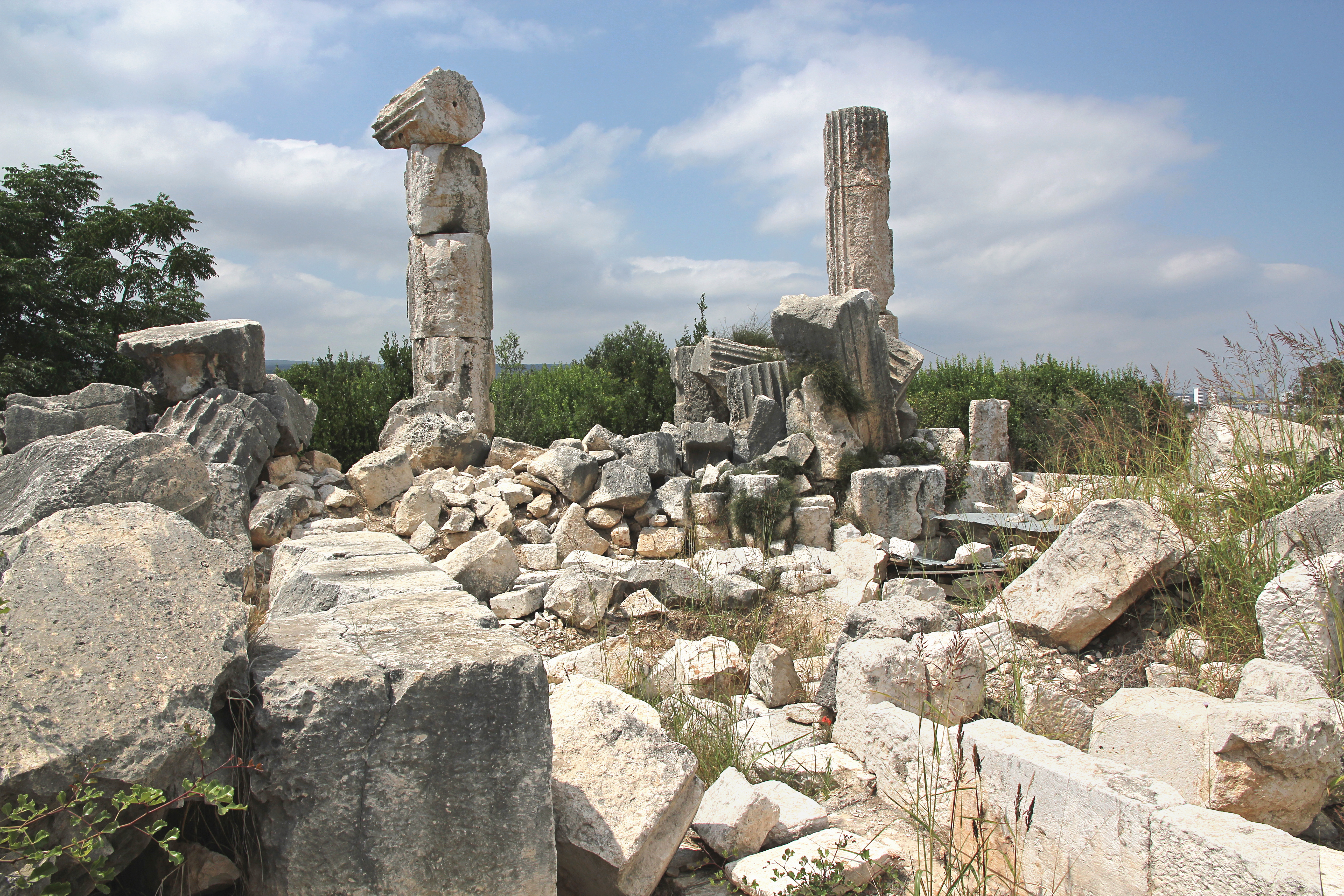
Templo
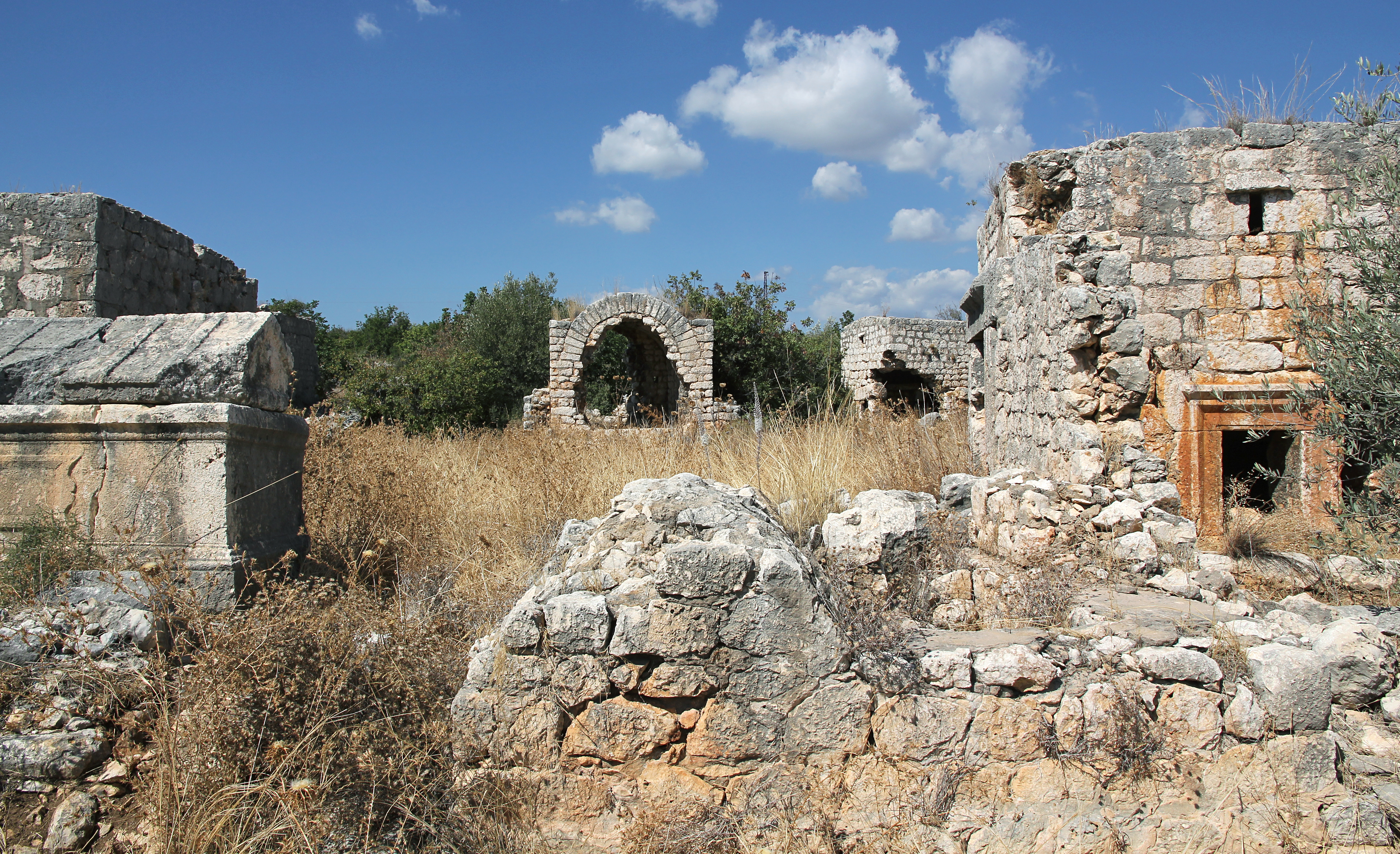
Necrópolis
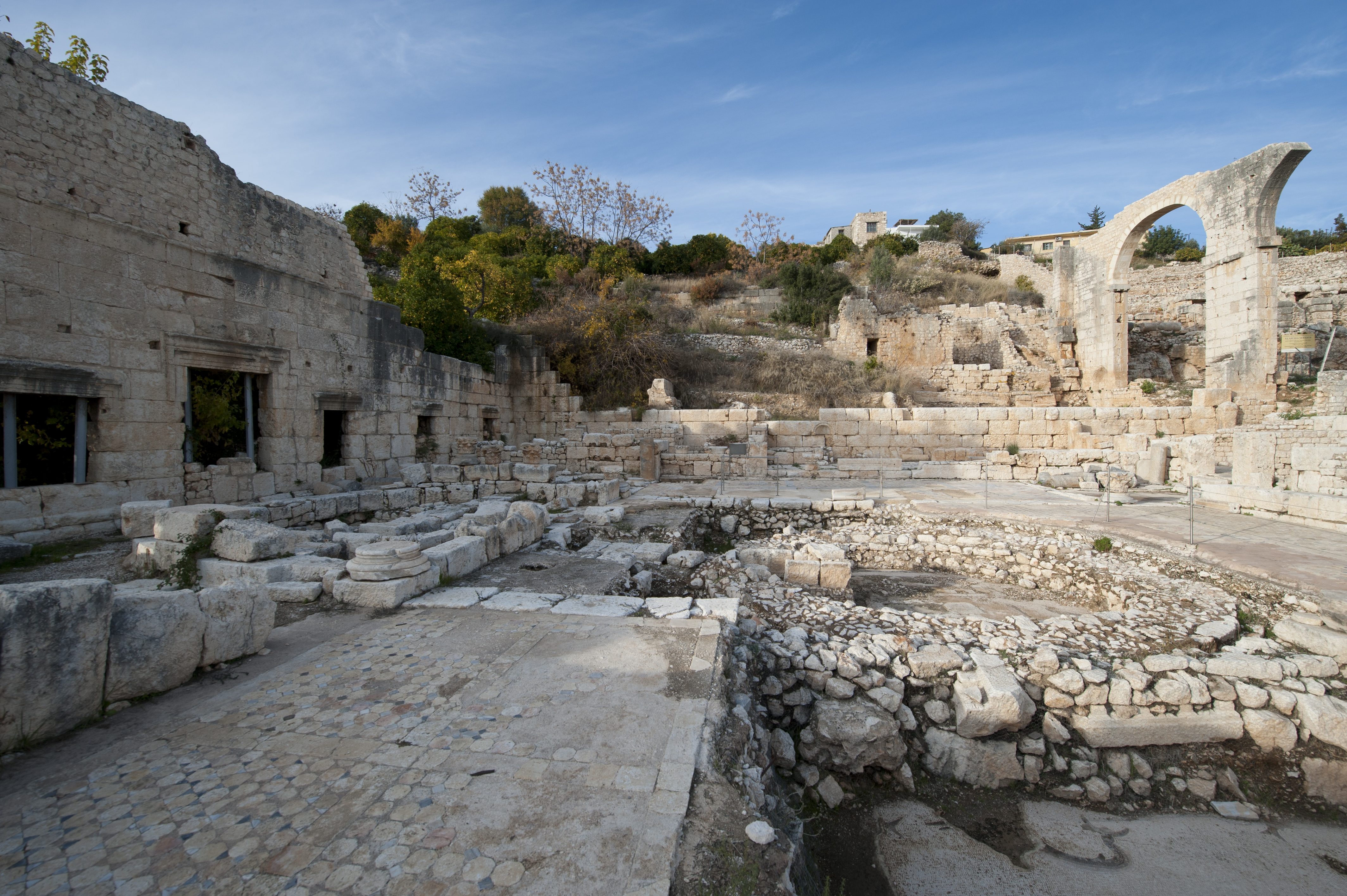
Ágora
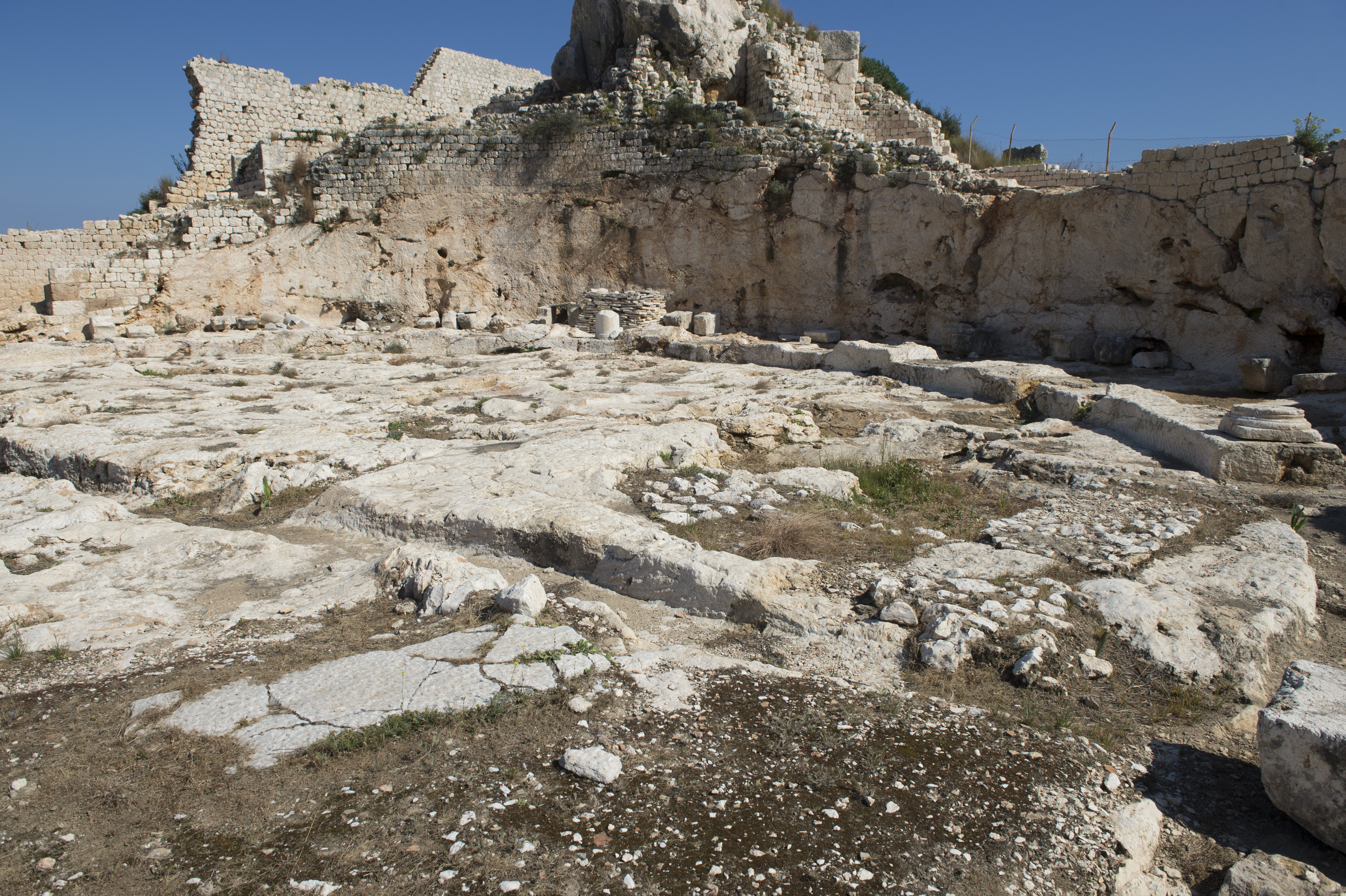
Palacio bizantino
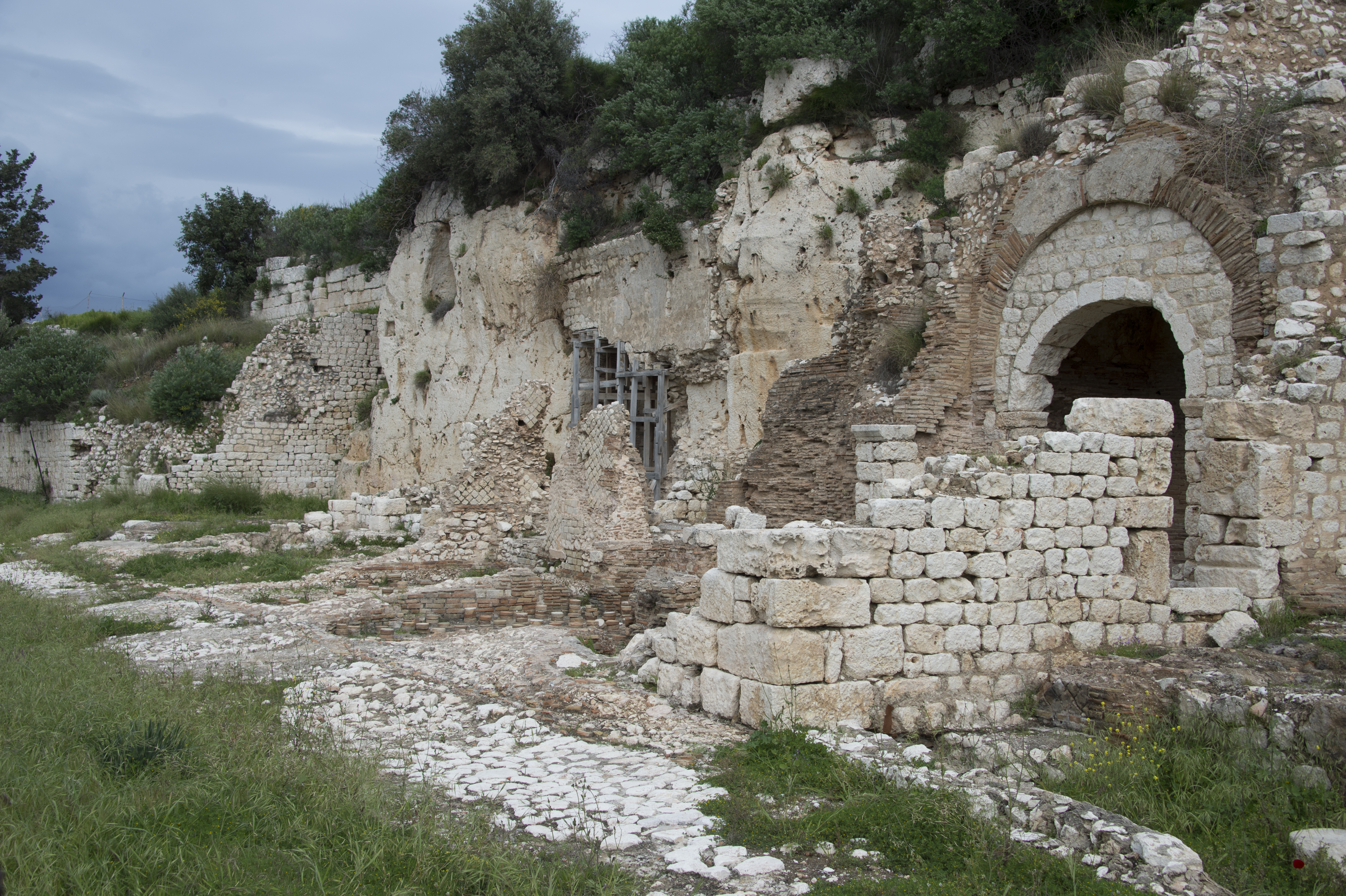
Termas del puerto
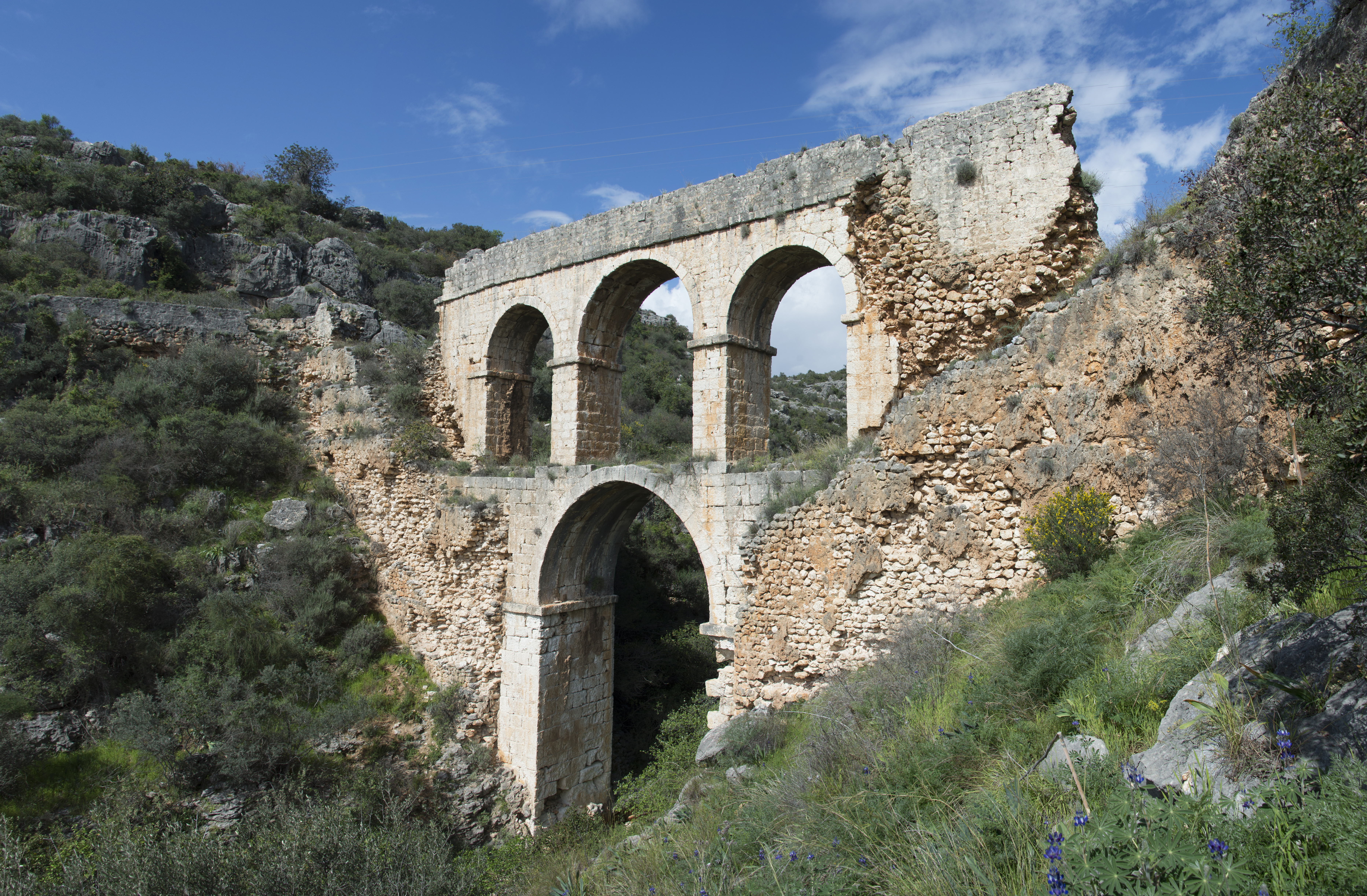
Acueducto